# Carneiros

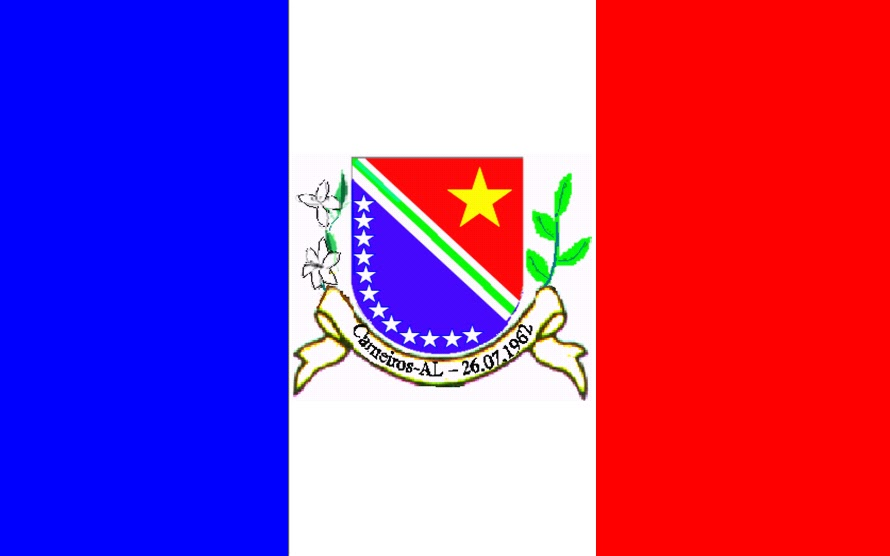
Drapeau de la municipalité de Carneiros

Carneiros est une municipalité brésilienne dans l'État de l'Alagoas.